# Alamosita
L'alamosita és un mineral de la classe dels silicats. Anomenat per la seva localitat tipus, Álamos, Mèxic.

## Característiques
L'alamosita és un inosilicat de fórmula química PbSiO₃. Cristal·litza en el sistema monoclínic. La seva duresa a l'escala de Mohs és 4,5.